# Drew Starkey
Joseph Andrew Starkey, detto Drew (Asheville, 4 novembre 1993), è un attore statunitense.
È diventato famoso per il ruolo di Rafe nella serie televisiva di Netflix Outer Banks e per il ruolo di Hawkins nella serie Scream.
Nel 2024 è co-protagonista, accanto a Daniel Craig, nel film Queer di Luca Guadagnino.

## Biografia
Nato ad Asheville il 4 novembre 1993, oltre alla recitazione ha tanti altri hobby, sa suonare il pianoforte e nel tempo libero ama scrivere, ma anche dedicarsi a sport come il baseball, il basket, il football, il surf, il nuoto ed essere in compagnia dei suoi famigliari.

## Vita privata
Durante le riprese del film Hellraiser (2022), ha instaurato una forte amicizia con la collega di set Odessa A'zion, i due infatti passano molto tempo assieme, in compagnia, anche, delle loro famiglie.

## Filmografia
- The Radical Notion of Gene Mutation, regia di Andrew Dyson - cortometraggio (2014)
- Lost Soles, regia di Kent Browning - cortometraggio (2015)
- Bounds, regia di Andrew Dyson - cortometraggio (2015)
- Up the Hill, regia di Jesse Allard - cortometraggio (2016)
- Love Is the Longest Con, regia di Jason Miller - cortometraggio (2016)
- American Animals, regia di Bart Layton (2018)
- Tuo, Simon (Love, Simon), regia di Greg Berlanti (2018)[4]
- Il coraggio della verità - The Hate U Give (The Hate U Give), regia di George Tillman Jr. (2018)[5]
- Mine 9, regia di Eddie Mensore (2019)
- Il diritto di opporsi (Just Mercy), regia di Destin Daniel Cretton (2019)
- The Family Portrait, regia di Matt Dickstein - cortometraggio (2019)
- Extended Stay, regia di Paul Dae Kim - cortometraggio (2019)
- Le strade del male (The Devil All the Time), regia di Antonio Campos (2020)
- Sotto attacco (Embattled), regia di Nick Sarkisov (2020)
- Hellraiser, regia di David Bruckner (2022)
- L'altra Zoey (The Other Zoey), regia di Sara Zandieh (2023)
- Queer, regia di Luca Guadagnino (2024)

### Televisione
- Mercy Street – serie TV, episodi 2x5 (2017)
- Shots Fired – serie TV, episodi 1x4 (2017)
- Ozark – serie TV, episodi 1x5 (2017)
- Dead Silent – documentario TV, episodi 2x2 (2017)
- Valor – serie TV, episodi 1x4 (2017)
- Good Behavior – serie TV, episodi 2x5 (2017)
- Brockmire – serie TV, episodi 2x8 (2018)
- Bobcat Goldthwait's Misfits & Monsters – serie TV, episodi 1x7 (2018)
- The Resident – serie TV, episodi 2x4 (2018)
- Doom Patrol – serie TV, episodi 1x2 (2019)
- Queen Sugar – serie TV, episodi 4x2 (2019)
- Scream – serie TV, 4 episodi (2019)[6]
- Dolly Parton: Le corde del cuore (Dolly Parton's Heartstrings) – serie TV, episodi 1x7 (2019)
- Limbo, regia di Pat Dortch – film TV (2020)
- Acting for a Cause – serie TV, episodi 3x4 (2020)
- The Terminal List – serie TV, 4 episodi (2022)
- Outer Banks – serie TV, 29 episodi (2020-in corso)[7]

## Doppiatori italiani
Nelle versioni in italiano delle opere in cui ha recitato, Drew Starkey è stato doppiato da:
- Alex Polidori in Outer Banks, L'altra Zoey
- Stefano Broccoletti in The Terminal List
- Flavio Aquilone in Queer